# Maurice Loton
Maurice Loton, né le 31 décembre 1919 à Douchy et mort le 18 décembre 2007 à Paris, est un enseignant en lettres, romancier et nouvelliste français.

## Œuvres
- La Fable des corps, T1. Matière première, Buchet/Chastel, 1972.
- Le Féminaire, Éditions Rupture, 1978.
- Réverbération, Éditions du Haut-Plateau, 1981.
- Il y a des anges au jardin, Méridiens Klincksieck, 1989.
- Le Tibia de Rimbaud, hors commerce, 1991.
- Quintils vénitiens, hors commerce, 1995.
- Quatrains haguais, hors commerce, 1995

Préface
- Rainer Maria Rilke (trad. Maurice Betz), Journal florentin, Klincksieck, 1989.

Contributions
- « Un œillet rouge au cœur » dans Dominique de Roux, sous la direction de Jean-Luc Moreau, L'Âge d'Homme, coll. « Dossiers H », 1997, p. 333-334.

## Adaptation cinématographique
Jean-Luc Blanchet a réalisé en 1983, d'après la nouvelle La Dictée de Maurice Loton, le court-métrage Le Lion de Saint-Marc, avec Maurice Chevit pour unique interprète.